# Blaue Schönechse
Die Blaue Schönechse (Calotes mystaceus) ist eine Agamenart aus der Gattung der Schönechsen, die in Asien verbreitet ist. Sie gilt als nicht gefährdet.

## Merkmale
Die Blaue Schönechse hat einen schlanken Kopf und Rumpf sowie einen langen Schwanz und lange Finger und Zehen. Die Kopf-Rumpf-Länge beträgt bei Männchen maximal 101 mm und bei den Weibchen 99 mm. Die Durchschnittswerte liegen bei 82,3 bzw. 87 mm. Damit ist sie eine eher kleine Art der Gattung. Die Schwanzlänge beträgt durchschnittlich 169,3 mm bei Männchen und 158 mm bei Weibchen. Die Breite des Schwanzes liegt bei 8 mm. Ihren Trivialnamen verdankt die Blaue Schönechse der türkisblauen Färbung an Kopf, Vorderbeinen und dem vorderen Körperbereich. Ein weißer Streifen führt von der Schnauze entlang der Oberlippe und dem Trommelfell bis hinter den Ansatz der Vorderbeinde, wo er in die beige bis braune Farbe von vier undeutlichen dorsolateralen Flecken übergeht. Die Weibchen haben dorsal insgesamt eine blassere Körperfarbe. Die Schuppen der Blauen Schönechse sind relativ groß, stark gekielt und in regelmäßigen Reihen angeordnet. An der Körpermitte zählt der Rumpf 44 bis 56 Schuppenreihen. Entlang der Wirbelsäule verläuft ein Kamm aus zu Stacheln aufgestellten Schuppen von oberhalb des Trommelfells bis etwa zum Ansatz der Hinterbeine.

## Lebensweise

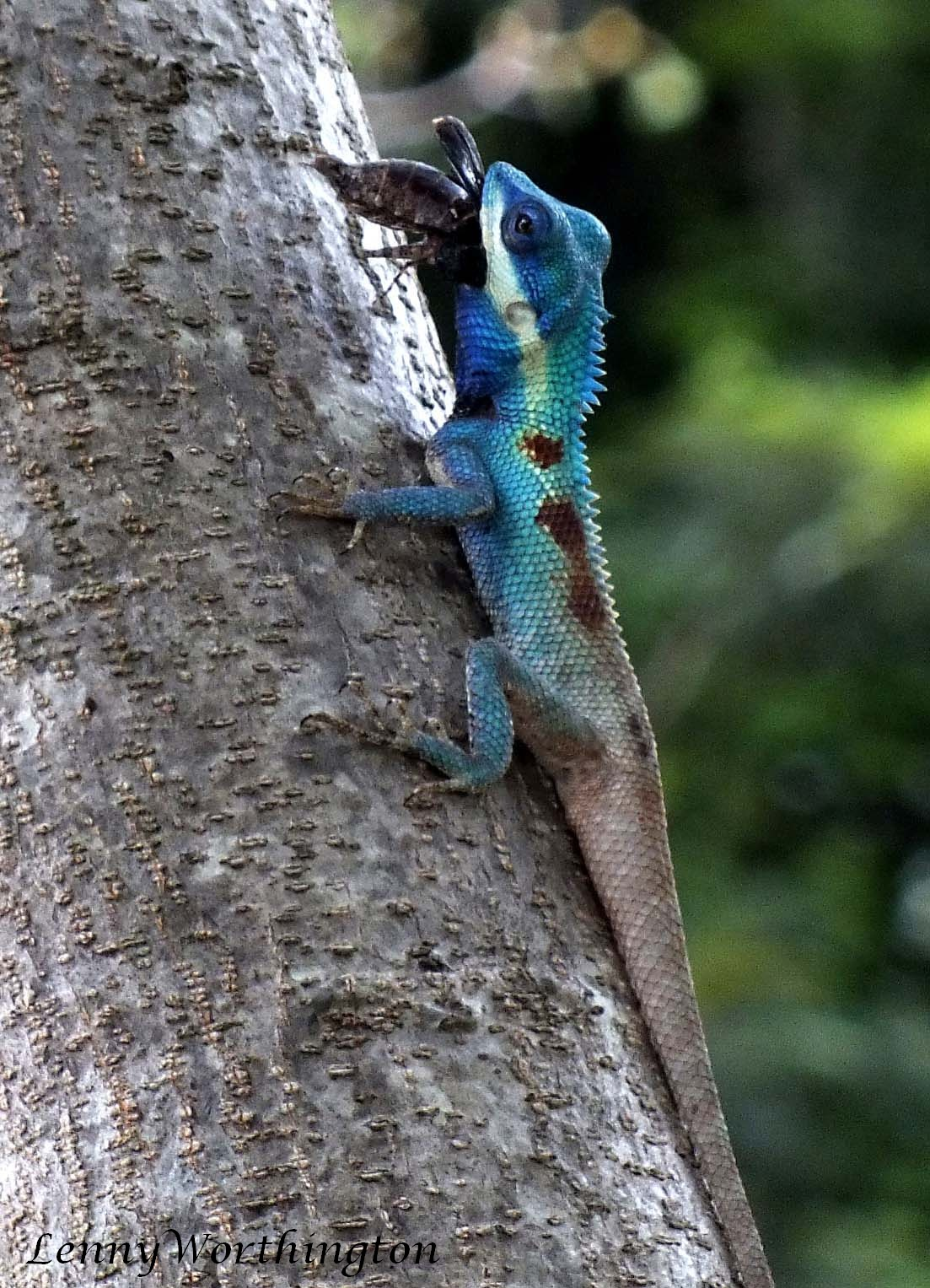
Blaue Schönechse mit erbeutetem Insekt an einem Baumstamm in Thailand

Die Blaue Schönechse hält sich vor allem in Bäumen auf und bevorzugt schattige Orte. Sie ist tagaktiv und findet sich neben Wäldern und Waldrändern auch in Grasland mit Baumbestand, Plantagen und Stadtgebieten. Ausgewachsene Tiere verhalten sich sehr territorial. Ihre Nahrung sind größere Insekten und andere Wirbellose, die sie auf den Baumstämmen und Ästen erbeuten. Die Eier der Blauen Schönechse werden vom Weibchen in weicher Erde vergraben und anschließend vom Männchen bewacht.

## Verbreitungsgebiet
Die Blaue Schönechse ist nach der International Union for Conservation of Nature (IUCN) in Nordostindien, Südostasien und im Süden Chinas verbreitet. Die südliche Verbreitungsgrenze liegt in der Provinz Prachuap Khiri Khan in Thailand. Nach Norden ist sie in China im Westen Yunnans zu finden. In Nordostindien, der westlichen Verbreitungsgrenze, kommt sie in den Bundesstaaten Arunachal Pradesh, Nagaland, Manipur und Mizoram vor. Darüber hinaus ist sie in Myanmar, Kambodscha, Laos und Teilen Vietnams (Provinzen Lang Son, Sơn La, Nghệ An, Hà Tĩnh, Quảng Trị, Thừa Thiên Huế, Quảng Nam, Kon Tum, Gia Lai, Đắk Lắk, Đắk Nông, Lâm Đồng, Bình Phước, Khánh Hòa, Ninh Thuận, Đồng Nai, Bình Dương, Tây Ninh, Ho-Chi-Minh-Stadt und Kiên Giang) verbreitet.  Wagner et al. 2021 beschränken das Verbreitungsgebiet der Art auf den Süden Myanmars. Beobachtungen aus Vietnam gehören demnach zu Calotes bachae. Außerhalb Asiens wurde die Blaue Schönechse in Florida eingeführt, wo sie in Glades und Okeechobee County vorkommt.

## Gefährdung und Schutz
Die IUCN stuft die Blaue Schönechse als nicht gefährdet (least concern) ein und ihren Populationstrend als stabil. Als Begründung wird angegeben, dass das Verbreitungsgebiet groß ist, die Art als anpassungsfähig und häufig gilt und keine signifikanten Bedrohungen bekannt sind. In China wird sie gelegentlich gegessen oder als Haustier gehalten. Die Blaue Schönechse kommt in zahlreichen Schutzgebieten vor. Beispiele sind das Phnom Samkos und Kulen Promtep Wildlife Sanctuary in Kambodscha sowie der Nationalpark Kaeng Krachan in Thailand.

## Taxonomie
Die Art wurde 1837 von den französischen Zoologen André Duméril und Gabriel Bibron wissenschaftlich erstbeschrieben und der Gattung Calotes und damit den Agamen zugeordnet. Das Artepitheton mystaceus leitet sich von dem griechischen Wort mystax ab, welches „Bart“ oder auch „Schnurrbart“ bedeutet. Es werden keine Unterarten unterschieden. Die Typuslokalität ist Myanmar („Pays de Birmans“).